# Tweede Kamerverkiezingen in het kiesdistrict Nijmegen (1848-1850)
Tweede Kamerverkiezingen in het kiesdistrict Nijmegen (1848-1850) geeft een overzicht van verkiezingen voor de Nederlandse Tweede Kamer in het kiesdistrict Nijmegen in de periode 1848-1850.
Het kiesdistrict Nijmegen werd ingesteld na de grondwetsherziening van 1848. Tot het kiesdistrict behoorden de volgende gemeenten: Appeltern, Balgoij, Batenburg, Bergharen, Beuningen, Druten, Ewijk, Groesbeek, Heumen, Horssen, Millingen, Nijmegen, Overasselt, Ubbergen en Wijchen.
Het kiesdistrict Nijmegen vaardigde in deze periode per zittingsperiode één lid af naar de Tweede Kamer. 
Legenda
- vet: gekozen als lid van de Tweede Kamer.

## 30 november 1848
De verkiezingen werden gehouden na ontbinding van de Tweede Kamer, na inwerkingtreding van de herziene grondwet.
|                                    | 30 november |
| ---------------------------------- | ----------- |
| Kiesgerechtigden                   | 864         |
| Opkomst                            | 786         |
| Geldige stemmen                    | 784         |
| Blanco stemmen                     | 2           |
| Kandidaten                         |             |
| G.E.G.C.K. Dommer van Poldersveldt | 500         |
| M.J. de Man                        | 206         |
| J.T.H. Nedermeyer van Rosenthal    | 54          |
| A. Schouten                        | 15          |

## Voortzetting
In 1850 werd het kiesdistrict Nijmegen omgezet in een meervoudig kiesdistrict, waaraan (gedeelten van) de opgeheven kiesdistricten Doetinchem en Elst toegevoegd werden.